# Lac de la Maix
Der Lac de la Maix ist ein von Wald umgebener, kleiner See auf dem Gebiet der lothringischen Gemeinde Vexaincourt, auf der westlichen Seite der Vogesen. Der See befindet sich im französischen Département Vosges in der Region Grand Est. Es ist einer der letzten natürlichen eiszeitlichen Gletscherseen der Vogesen.

## Geschichte

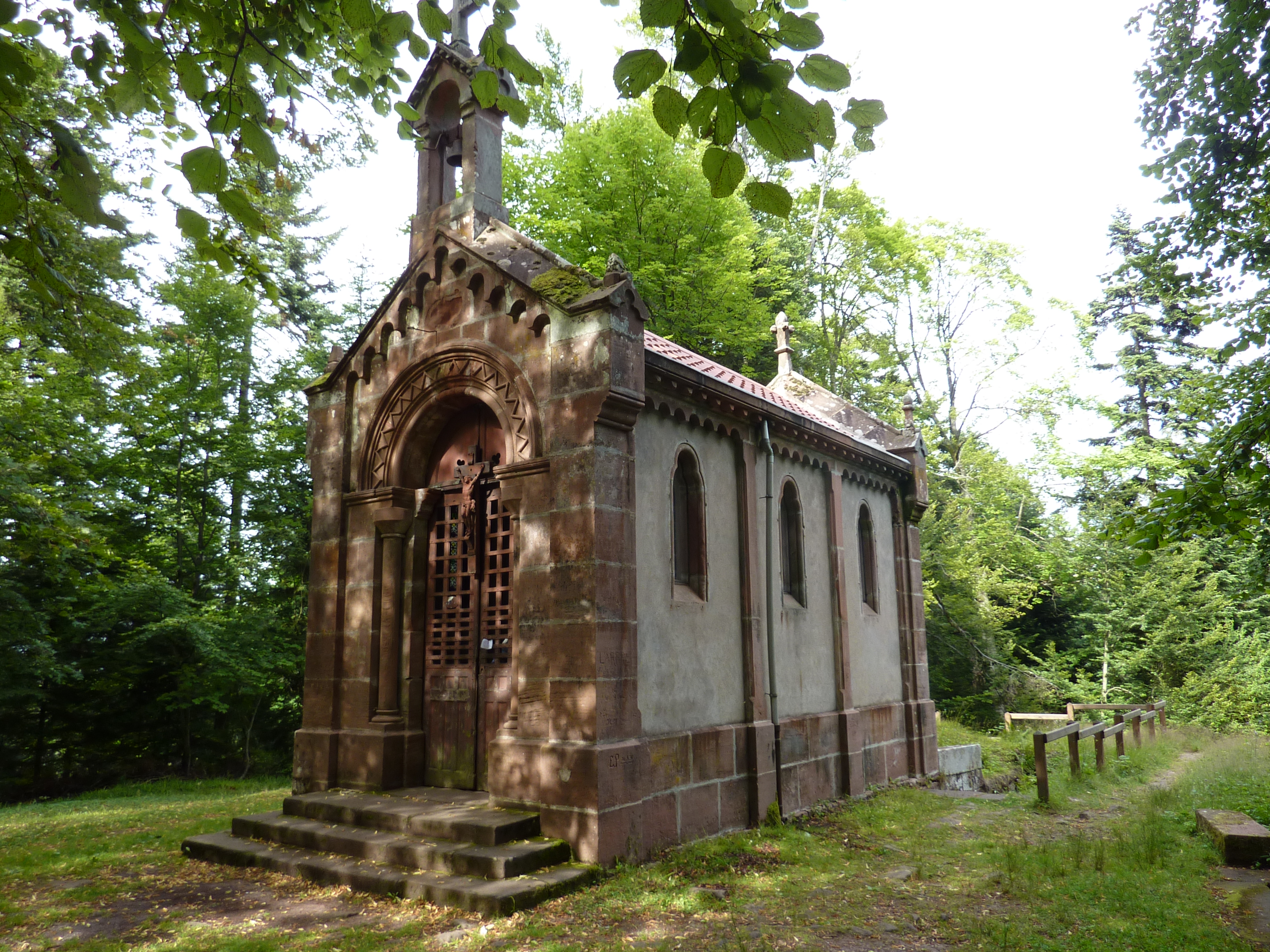
Kapelle in der Nähe des Sees

An seinem Ufer steht eine Kapelle aus dem Jahr 1070. Neben der Kapelle befindet sich ein Sarkophag. In der Keltenzeit war der Ort wahrscheinlich eine religiöse Stätte. Im 11. Jahrhundert wurde dort eine Einsiedelei gegründet. Im Jahr 1508 wurde eine Kapelle errichtet, die Chapelle de la Mer (Meereskapelle) genannt wurde, und die zum Pilgerort wurde. Im Jahr 1865 wurde nach der Zerstörung der alten Kapelle auf deren Krypta eine neue Wallfahrtskapelle errichtet.

## Legende
Es wird über den Lac de la Maix folgende Legende berichtet: An einem Wallfahrtstag kam ein unbekannter Musiker und ließ die Dorfbewohner nach seinem Geigenspiel tanzen. Diese tanzten mit soviel Eifer, dass sie nicht die Glocke hörten, die zur Messe rief. Es wurde gemutmaßt, dass der Fremde der Teufel in Person sei. Die Strafe ließ nicht auf sich warten, die Erde öffnete sich unter den Tanzenden, die in dem See ertranken, der aus der Erde hoch stieg. Die Dorfbewohner wurden dazu verdammt, dort bis zum jüngsten Gericht weiterzutanzen. Heute wird erzählt, dass man an manchen Abenden noch den Geiger hören kann…